# Hamarkameratene 2012
Questa voce raccoglie le informazioni riguardanti lo Hamarkameratene nelle competizioni ufficiali della stagione 2012.

## Stagione
Lo HamKam chiuse la stagione all'8º posto in classifica. L'avventura nella Coppa di Norvegia 2012 si chiuse al terzo turno, con l'eliminazione per mano del Molde. I calciatori più utilizzati in stagione furono Truls Jevne Hagen e Thomas Lehne Olsen, entrambi con 33 presenze (30 in campionato e 3 in coppa), mentre il miglior marcatore fu Tore Andreas Gundersen con 17 reti (di cui 16 in campionato).

## Maglie e sponsor
Lo sponsor tecnico per la stagione 2012 fu Adidas, mentre lo sponsor ufficiale fu Sparebanken 1. La divisa casalinga era composta da una maglietta bianca con maniche verdi, pantaloncini verdi e calzettoni bianchi. Quella da trasferta era invece totalmente verde, con una maglietta che presentava strisce orizzontali di una tonalità di verde più scuro.
| Casa | Trasferta |

## Rosa
| N. |                     | Ruolo | Calciatore             |
| -- | ------------------- | ----- | ---------------------- |
| 1  | Norvegia (bandiera) | P     | Dyre Schjerve          |
| 3  | Norvegia (bandiera) | D     | John Anders Rise       |
| 4  | Norvegia (bandiera) | D     | Håkon Aalmen           |
| 5  | Norvegia (bandiera) | D     | Oddbjørn Lie           |
| 6  | Norvegia (bandiera) | D     | Edmir Asani            |
| 7  | Norvegia (bandiera) | D     | Vegar Bjerke           |
| 8  | Norvegia (bandiera) | A     | Tore Andreas Gundersen |
| 9  | Norvegia (bandiera) | C     | Ørjan Berg Hansen      |
| 10 | Norvegia (bandiera) | D     | Truls Jevne Hagen      |
| 11 | Norvegia (bandiera) | A     | Thomas Lehne Olsen     |
| 14 | Norvegia (bandiera) | C     | Emil Dahle             |

| N. |                     | Ruolo | Calciatore       |
| -- | ------------------- | ----- | ---------------- |
| 15 | Norvegia (bandiera) | C     | Fredrik Sjølstad |
| 18 | Norvegia (bandiera) | C     | Atle Tronsmoen   |
| 20 | Norvegia (bandiera) | C     | Emil Sildnes     |
| 21 | Norvegia (bandiera) | C     | Kristoffer Hagen |
| 22 | Irlanda (bandiera)  | P     | Gary Hogan       |
| 23 | Norvegia (bandiera) | A     | Christer Jensen  |
| 24 | Norvegia (bandiera) | P     | Ivar Rønningen   |
| 32 | Norvegia (bandiera) | A     | Niklas Solhaug   |
| 33 | Norvegia (bandiera) | A     | Anders Nedrebø   |
| 34 | Norvegia (bandiera) | C     | Aleksander Enger |
| 35 | Norvegia (bandiera) | A     | Sigurd Bølla     |

## Calciomercato

### Sessione invernale(dal 01/01 al 31/03)
| Acquisti | Acquisti          | Acquisti    | Acquisti   |
| R.       | Nome              | da          | Modalità   |
| -------- | ----------------- | ----------- | ---------- |
| C        | Ørjan Berg Hansen | Kongsvinger | definitivo |
| A        | Christer Jensen   | svincolato  |            |
| A        | Anders Nedrebø    | Asker       | definitivo |

| Cessioni | Cessioni                | Cessioni       | Cessioni   |
| R.       | Nome                    | a              | Modalità   |
| -------- | ----------------------- | -------------- | ---------- |
| D        | Jonathan Borrajo        | N.Y. Red Bulls | definitivo |
| D        | Jonas Bye               | Brumunddal     | definitivo |
| D        | Hai Lam                 |                | svincolato |
| D        | Pål Ekeberg Schjerve    |                | ritiro     |
| A        | Lars Erik Bredvold      | Nybergsund     | definitivo |
| A        | Pål Alexander Kirkevold | Mjøndalen      | definitivo |
| A        | Mattis Nerheim          |                | svincolato |

### Sessione estiva(dal 01/08 al 31/08)
| Acquisti | Acquisti   | Acquisti  | Acquisti   |
| R.       | Nome       | da        | Modalità   |
| -------- | ---------- | --------- | ---------- |
| P        | Gary Hogan | Steinkjer | definitivo |

| Cessioni | Cessioni | Cessioni | Cessioni |
| R.       | Nome     | a        | Modalità |
| -------- | -------- | -------- | -------- |

## Risultati

### 1. divisjon

#### Girone di andata
| Arbitro: | Kjensli (Oslo) |

|                    |           |                                    |
| Gundersen 66’, 90’ | Marcatori | 8’ Ca. Hansen 11’ Lamøy 40’ Dokken |

| Arbitro: | Toppe |

|                                              |           |           |
| Kristjánsson 49’ Owello 74’ Vilhjálmsson 90’ | Marcatori | 60’ Dahle |

| Arbitro: | Hansen |

|                                    |           |                                      |
| Nedrebø 25’ Lehne Olsen 78’ (rig.) | Marcatori | 19’ Sistek 82’ Tokstad 90’ Bjørnevik |

| Arbitro: | Hansen (Feda) |

|  |           |                              |
|  | Marcatori | 19’, 47’ Gundersen 90’ Dahle |

| Arbitro: | Tennøy |

|            |           |  |
| Jensen 80’ | Marcatori |  |

| Arbitro: | Eskås |

|             |           |            |
| Stilson 14’ | Marcatori | 82’ Bjerke |

| Hamar 16 maggio 2012, ore 18:00 7ª giornata | HamKam           | 0 – 0 referto | Bodø/Glimt | Briskeby Arena (1.670 spett.)\| Arbitro: \| Borgersen (Oslo) \| |
| Arbitro:                                    | Borgersen (Oslo) |               |            |                                                                 |

| Arbitro: | Ahlsen |

|              |           |                             |
| Shaswari 57’ | Marcatori | 16’ Lehne Olsen 62’ Nedrebø |

| Arbitro: | Rafiq |

|            |           |                 |
| Bjerke 17’ | Marcatori | 35’ Ingebretsen |

| Arbitro: | Hansen |

|                                       |           |  |
| Standal 5’, 23’ Helland 40’, 45’, 59’ | Marcatori |  |

| Arbitro: | Steen |

|                               |           |  |
| Nedrebø 3’, 20’ Gundersen 42’ | Marcatori |  |

| Arbitro: | Steen |

|  |           |                     |
|  | Marcatori | 48’ (rig.) Andresen |

| Arbitro: | Rafiq |

|                                                                                 |           |                                    |
| K. Hagen 2’ Gundersen 10’, 39’ Dahle 14’ Hansen 19’ Lehne Olsen 30’ (rig.), 88’ | Marcatori | 24’ Johansen 90’ (rig.) H. Lysvoll |

| Arbitro: | Nilsen |

|  |           |               |
|  | Marcatori | 49’ Gundersen |

| Arbitro: | Gya |

|                                   |           |                 |
| Elyounoussi 2’ Hoås 38’, 42’, 49’ | Marcatori | 16’ Lehne Olsen |

#### Girone di ritorno
| Arbitro: | Rafiq |

|  |           |                                                |
|  | Marcatori | 12’, 19’ Moen 57’ Johannesen 62’, 65’ Fazlagić |

| Arbitro: | Eskås |

|  |           |                          |
|  | Marcatori | 4’, 13’, 43’ Lehne Olsen |

| Hamar 19 agosto 2012, ore 18:00 18ª giornata                               | HamKam    | 2 – 1 referto | Ranheim | Briskeby Arena (1.700 spett.) |
| \| \| \| \| \| Lehne Olsen 23’ Nedrebø 79’ \| Marcatori \| 63’ Krogstad \| |           |               |         |                               |
|                                                                            |           |               |         |                               |
| Lehne Olsen 23’ Nedrebø 79’                                                | Marcatori | 63’ Krogstad  |         |                               |

| Arbitro: | Hansen |

|                                         |           |            |
| Imingen 25’ V. Braaten 49’ Berntsen 61’ | Marcatori | 57’ Jensen |

| Arbitro: | Nilsen |

|                                         |           |                                                |
| Gundersen 28’, 51’ Jørgensen 43’ (aut.) | Marcatori | 17’, 19’, 26’ Elyounoussi 54’ Wiig 89’ Solberg |

| Arbitro: | Johansen (Brevik) |

|  |           |                                          |
|  | Marcatori | 47’ Hansen 57’, 76’ Gundersen 71’ Jensen |

| Arbitro: | Tennøy |

|             |           |                          |
| Sildnes 86’ | Marcatori | 2’ Vilhjálmsson 26’ Hoff |

| Arbitro: | Hansen |

|               |           |                 |
| H. Lysvoll 7’ | Marcatori | 38’ Lehne Olsen |

| Arbitro: | Hansen |

|                                    |           |           |
| Gundersen 15’ (rig.), 90’ Rise 59’ | Marcatori | 78’ Čolić |

| Arbitro: | Hansen |

|                    |           |  |
| Gundersen 24’, 59’ | Marcatori |  |

| Arbitro: | Helgerud (Lier) |

|                    |           |  |
| Torp 19’ Dieng 23’ | Marcatori |  |

| Arbitro: | Steen |

|                 |           |              |
| Lehne Olsen 36’ | Marcatori | 24’ Jakobsen |

| Alta 28 ottobre 2012, ore 18:00 28ª giornata | Alta      | 0 – 0 referto | HamKam | Finnmarkshallen\| Arbitro: \| Kringstad \| |
| Arbitro:                                     | Kringstad |               |        |                                            |

| Arbitro: | Ahlsen |

|                      |           |                |
| Rise 71’ Sildnes 74’ | Marcatori | 18’ Dos Santos |

| Arbitro: | Hansen |

|                                                  |           |                     |
| Idris 56’ (rig.), 90’ (rig.) Midtgarden 61’, 83’ | Marcatori | 72’ Aalmen 74’ Rise |

### Coppa di Norvegia
| 1º maggio 2012, ore 18:00 Primo turno                                                                            | Faaberg   | 3 – 5 referto                                    | HamKam | (457 spett.) |
| \| \| \| \| \| Ness 42’ Asklien 47’ Moen 75’ \| Marcatori \| 12’ Jensen 14’, 37’, 87’ Nedrebø 77’ Lehne Olsen \| |           |                                                  |        |              |
| |           |                                                  |        |              |
| Ness 42’ Asklien 47’ Moen 75’                                                                                    | Marcatori | 12’ Jensen 14’, 37’, 87’ Nedrebø 77’ Lehne Olsen |        |              |

| Arbitro: | Frydenlund |

|                                                            |           |           |
| Lehne Olsen 11’ Hansen 52’ Bjerke 55’ Dahle 67’ Jensen 83’ | Marcatori | 3’ Morgan |

| Arbitro: | Kjensli (Oslo) |

|                           |           |                           |
| Berget 15’ Angan 51’, 82’ | Marcatori | 89’ Gundersen 90’ Solhaug |

## Statistiche

### Statistiche di squadra
| Competizione      | Punti | In casa | In casa | In casa | In casa | In casa | In casa | In trasferta | In trasferta | In trasferta | In trasferta | In trasferta | In trasferta | Totale | Totale | Totale | Totale | Totale | Totale | DR |
| Competizione      | Punti | G       | V       | N       | P       | Gf      | Gs      | G            | V            | N            | P            | Gf           | Gs           | G      | V      | N      | P      | Gf     | Gs     | DR |
| ----------------- | ----- | ------- | ------- | ------- | ------- | ------- | ------- | ------------ | ------------ | ------------ | ------------ | ------------ | ------------ | ------ | ------ | ------ | ------ | ------ | ------ | -- |
| 1. divisjon       | 38    | 15      | 7       | 3       | 5       | 30      | 25      | 15           | 6            | 3            | 6            | 21           | 24           | 30     | 13     | 6      | 11     | 51     | 49     | +2 |
| Coppa di Norvegia | -     | 1       | 1       | 0       | 0       | 5       | 1       | 2            | 1            | 0            | 1            | 7            | 6            | 3      | 2      | 0      | 1      | 12     | 7      | +5 |
| Totale            | -     | 16      | 8       | 3       | 5       | 35      | 26      | 17           | 7            | 3            | 7            | 28           | 30           | 33     | 15     | 6      | 12     | 63     | 56     | +7 |

### Statistiche dei giocatori
| Giocatore      | 1. divisjon | 1. divisjon | 1. divisjon | 1. divisjon | Coppa di Norvegia | Coppa di Norvegia | Coppa di Norvegia | Coppa di Norvegia | Totale   | Totale | Totale      | Totale     |
| Giocatore      | Presenze    | Reti        | Ammonizioni | Espulsioni  | Presenze          | Reti              | Ammonizioni       | Espulsioni        | Presenze | Reti   | Ammonizioni | Espulsioni |
| -------------- | ----------- | ----------- | ----------- | ----------- | ----------------- | ----------------- | ----------------- | ----------------- | -------- | ------ | ----------- | ---------- |
| H. Aalmen      | 14          | 1           | 2           | 0           | 2                 | 0                 | 0                 | 0                 | 16       | 1      | 2           | 0          |
| E. Asani       | 27          | 0           | 2           | 0           | 3                 | 0                 | 0                 | 0                 | 30       | 0      | 2           | 0          |
| V. Bjerke      | 27          | 2           | 6           | 0           | 2                 | 1                 | 0                 | 0                 | 29       | 3      | 6           | 0          |
| S. Bølla       | 0           | 0           | 0           | 0           | 0                 | 0                 | 0                 | 0                 | 0        | 0      | 0           | 0          |
| E. Dahle       | 27          | 3           | 0           | 0           | 3                 | 1                 | 0                 | 0                 | 30       | 4      | 0           | 0          |
| A. Enger       | 1           | 0           | 0           | 0           | 1                 | 0                 | 0                 | 0                 | 2        | 0      | 0           | 0          |
| T. Gundersen   | 26          | 16          | 4           | 0           | 2                 | 1                 | 0                 | 0                 | 28       | 17     | 4           | 0          |
| K. Hagen       | 20          | 1           | 4           | 0           | 1                 | 0                 | 0                 | 0                 | 21       | 1      | 4           | 0          |
| T. Hagen       | 30          | 0           | 3           | 0           | 1                 | 0                 | 0                 | 0                 | 31       | 0      | 3           | 0          |
| Ø. Hansen      | 27          | 2           | 2           | 0           | 2                 | 1                 | 0                 | 0                 | 29       | 3      | 2           | 0          |
| G. Hogan       | 14          | 0           | 1           | 0           | 2                 | 0                 | 0                 | 0                 | 16       | 0      | 1           | 0          |
| C. Jensen      | 26          | 3           | 2           | 0           | 3                 | 2                 | 0                 | 0                 | 29       | 5      | 2           | 0          |
| T. Lehne Olsen | 30          | 11          | 2           | 0           | 3                 | 2                 | 0                 | 0                 | 33       | 13     | 2           | 0          |
| O. Lie         | 18          | 0           | 2           | 0           | 0                 | 0                 | 0                 | 0                 | 18       | 0      | 2           | 0          |
| A. Nedrebø     | 24          | 5           | 2           | 1           | 3                 | 3                 | 0                 | 0                 | 27       | 8      | 2           | 1          |
| J. Rise        | 29          | 3           | 1           | 0           | 2                 | 0                 | 0                 | 0                 | 31       | 3      | 1           | 0          |
| I. Rønningen   | 15          | 0           | 1           | 0           | 1                 | 0                 | 0                 | 0                 | 16       | 0      | 1           | 0          |
| D. Schjerve    | 1           | 0           | 0           | 0           | 0                 | 0                 | 0                 | 0                 | 1        | 0      | 0           | 0          |
| E. Sildnes     | 20          | 2           | 0           | 0           | 3                 | 0                 | 0                 | 0                 | 23       | 2      | 0           | 0          |
| F. Sjølstad    | 3           | 0           | 0           | 0           | 1                 | 0                 | 0                 | 0                 | 4        | 0      | 0           | 0          |
| N. Solhaug     | 17          | 0           | 1           | 0           | 1                 | 0                 | 0                 | 0                 | 18       | 0      | 1           | 0          |
| A. Tronsmoen   | 0           | 0           | 0           | 0           | 2                 | 0                 | 0                 | 0                 | 2        | 0      | 0           | 0          |